# محوطه کلامیر داوود
محوطه کلامیر داوود مربوط به سدهٔ ۱۰–۸ قبل از میلاد است و در شهرستان ارومیه، بخش صومای برادوست، دهستان برادوست، روستای میرداوود واقع شده و این اثر در تاریخ ۲۵ آبان ۱۳۸۷ با شمارهٔ ثبت ۲۳۵۰۱ به‌عنوان یکی از آثار ملی ایران به ثبت رسیده است.